# Tonwell
Tonwell – wieś w Anglii, w hrabstwie Hertfordshire, w dystrykcie East Hertfordshire. Leży 5 km na północ od miasta Hertford i 37 km na północ od centrum Londynu. W 2001 miejscowość liczyła 296 mieszkańców.